# Conus lindae
Espèce
Statut de conservation UICN

 LC  : Préoccupation mineure
Conus lindae est une espèce de mollusques gastéropodes marins de la famille des Conidae.
Comme toutes les espèces du genre Conus, ces escargots sont prédateurs et venimeux. Ils sont capables de « piquer » les humains et doivent donc être manipulés avec précaution, voire pas du tout.

## Description
La longueur maximale enregistrée de la coquille est de 31 mm. 

## Distribution
Locus typicus: "Côte sud de l'île Grand Bahama, Bahamas."

Cette espèce marine est présente dans les eaux profondes au large des Bahamas.

### Niveau de risque d’extinction de l’espèce
Selon l'analyse de l'UICN réalisée en 2011 pour la définition du niveau de risque d'extinction, cette espèce a une aire de répartition très restreinte, mais elle est abondante. Il n'y a pas de menaces directes, mais elle serait sensible au dragage. Cette espèce est classée dans la catégorie " préoccupation mineure ".

## Taxinomie

### Publication originale
L'espèce Conus lindae a été décrite pour la première fois en 1987 par le malacologiste américain Edward James Petuch (d) dans « Charlottesville, Virginia: The Coastal Education and Research Foundation »,.

### Synonymes
- Conus (Lindaconus) lindae Petuch, 1987 · appellation alternative
- Lindaconus lindae (Petuch, 1987) · non accepté